# Fabratèria
Fabratèria (llatí: Fabrateria grec antic: Φαβρατερία) va ser una ciutat del Latium situada a la via Llatina, entre Frusino i Aquinum i prop del lloc on el riu Liris desaigua al Trerus (avui Sacco).
Originàriament era una ciutat dels volscs però ja el 329 aC va enviar una ambaixada a Roma per demanar posar-se sota protecció romana davant l'amenaça dels samnites que en aquestos anys pressionaven a la vall del Liris, diu Titus Livi.
No torna a ser esmentada fins al 124 aC quan Gai Semproni Grac hi va establir una colònia. Plini el Vell parla dels fabraterni novi i els fabraterni veteres que probablement eren els ciutadans de la colònia i els de la ciutat original. Ciceró diu que a la ciutat Marc Antoni i els seus amics van tramar un complot contra ell cap a la fi de l'any 43 aC. Juvenal l'esmenta com una ciutat tranquil·la on una bona casa podia ser comprada a un preu moderat, i veïna de la ciutat de Sora.
Si bé se l'ha volgut identificar amb l'actual Falvaterra, més aviat sembla que aquesta seria Fregellae i que Fabratèria (Nova) seria la vila actualment anomenada San Giovanni Incarico a uns 5 km de l'anterior i a uns 7 de Ceprano. De les ruïnes que queden allà es poden veure les muralles, les restes d'un temple, i parts d'altres edificis, i també paviments i mosaics i altres restes. La Fabratèria Vella podria ser a Ceccano a uns 20 km més enllà per la vall del Sacco.